# 1.Cuz
1.Cuz, pseudonimo di Abas Abdikarim Bakar (Ljungarums församling, 23 settembre 1997), è un rapper svedese.

## Biografia
1.Cuz è salito alla ribalta col singolo Försent, classificatosi 2º nella Sverigetopplistan e certificato doppio platino dalla IFPI Sverige; il brano ha anticipato l'uscita del primo album in studio 1 år (2019), arrivato in cima alla classifica svedese.
FFF, secondo LP, è stato presentato nella seconda metà del 2020 e ha finito per raggiungere la 6ª posizione della graduatoria nazionale; lo stesso progetto contiene Fiendes fiende, una collaborazione con Einár arrivata all'11º posto della hit parade svedese. Ha ricevuto due ulteriori dischi di platino e due d'oro, equivalenti a 240 000 unità certificate in singoli.

## Discografia

### Album in studio
- 2019 – 1 år
- 2020 – FFF

### EP
- 2019 – Tre hjärnor

### Singoli
- 2018 – Akta mannen
- 2019 – Swedens Most Wanted
- 2019 – Beef (con Denz e Dree Low)
- 2019 – Livet vi lever
- 2019 – Ja e Somali (con Hasti B)
- 2019 – 1kta (feat. Aden)
- 2019 – Försent (con Yei Gonzalez e Greekazo)
- 2019 – 1 mill (con Gidde e Asme)
- 2019 – MR (con Luk G e Yei Gonzalez)
- 2020 – Tipp tapp (con Stress e Dree Low)
- 2020 – Posten försvann
- 2020 – Harry Potter
- 2020 – Netflix (con 4yye)
- 2020 – Fiendes fiende (feat. Einár)
- 2020 – Shahwah (con Luk G feat. Yei Gonzalez)
- 2020 – Förmögen
- 2020 – En går bort (Oh Why)
- 2020 – Salsa (con Yei Gonzalez e Odz)
- 2020 – Ghosts (con Euroo)
- 2020 – Exclusive (con Mona Masrour)
- 2021 – Demons
- 2021 – Hotbox (con Euroo)
- 2021 – Caravaggio
- 2021 – Skadad
- 2022 – 2022
- 2022 – Back 2 Back
- 2022 – Hit
- 2022 – Police
- 2022 – ANC (Ain't No Cap) (feat. DnoteOnDaBeat)
- 2023 – Trakten till epan (con Rasmus Gozzi e Fröken Snusk)
- 2023 – Sticky Situation (con Sticky e 01an)
- 2023 – Bottega
- 2023 – Dumme Kids (con i Ballinciaga)
- 2023 – Strippers (con Light)
- 2023 – Stilo
- 2023 – Trauma Paranoia (con 01an)
- 2024 – Bad Bunny (con 01an)
- 2024 – BMW (con CashFlow)
- 2024 – Feeling (con VC Barre)
- 2024 – Ingen vila
- 2024 – Gå vidare
- 2025 – Hä ute (con 01an)
- 2025 – Casa Blanca

### Collaborazioni
- 2022 – 2step (Ed Sheeran feat. 1.Cuz)